# Saint-Souplet
Saint-Souplet – miejscowość i gmina we Francji, w regionie Hauts-de-France, w departamencie Nord. Nazwa miejscowości pochodzi od imienia św. Sulpicjusza.
Według danych na rok 1990 gminę zamieszkiwały 1333 osoby, a gęstość zaludnienia wynosiła 105 osób/km² (wśród 1549 gmin regionu Nord-Pas-de-Calais Saint-Souplet plasuje się na 474. miejscu pod względem liczby ludności, natomiast pod względem powierzchni na miejscu 194.).